# TOP Girl (programma televisivo)
TOP Girl è un reality show georgiano in onda sul canale KikalastudioTv, basato sul format di America's Next Top Model; un gruppo di aspiranti modelle vivono per un determinato periodo di tempo insieme e gareggiano, tra sfilate e servizi fotografici, per vincere il titolo di top model dell'anno e di volta in volta vengono giudicate da una giuria che decide poi chi eliminare.
La prima edizione è stata condotta dalla presentatrice georgiana Salome Ghviniashvili, sostituita nella seconda edizione dalla modella Nino Tskitishvili. La prima edizione è finita nell'occhio del ciclone poiché la vincitrice Tako Mandaria ha trascinato in tribunale gli autori dello show a causa dei premi mai ricevuti.
Nella seconda edizione il premio per la vincitrice era solo un'automobile. Ulteriore novità della nuova edizione è stata la presenza nel cast di concorrenti provenienti, oltre che dalla Georgia, dal Kazakistan, dall'Ucraina, dalla Russia e dalla Lettonia; proprio una concorrente russa, Alisa Kuzmina, ha portato a casa il titolo.

## Edizioni
| Edizione | Data d'inizio   | Vincitrice    | Seconda classificata               | Altre concorrenti in ordine di eliminazione | Numero concorrenti | Destinazione internazionale |
| -------- | --------------- | ------------- | ---------------------------------- | --- | ------------------ | --------------------------- |
| 1        | 13 maggio 2012  | Tako Mandaria | Nino Lomtadze & Sopo Tsikoridze    | Mariam Mosashvili, Tamo Ivanidze, Tatia Okropiridze, Sopo Chakvetadze (squalificata), Liza Romanovskaya (ritirata), Salome Gogiberidze, Renata Begiashvili, Guranda Tsertsvadze, Naniko Genebashvili, Keti Tatuashvili.                                                                                               | 13                 | Londra                      |
| 2        | 24 gennaio 2013 | Alisa Kuzmina | Elena Filieva & Tatako Khurtsilava | Mariam Katsadze, Tatyana "Tanya" Lauta (ritirata), Nuki Chikhladze, Lile Sakhelashvili, Sopo Tsiskarishvili, Elene Meladze, Mariya Yakovenko, Yuliya Lutsiva (ritirata), Mariya Naumova, Lilu Iakobidze, Elene Imerlishvili, Yuliya Mikhailovna, Aziza Umerzhanova, Eka Okropiridze, Sako Tsotsoria, Evija Vilistere. | 19                 | Milano                      |